# Julie Bergan

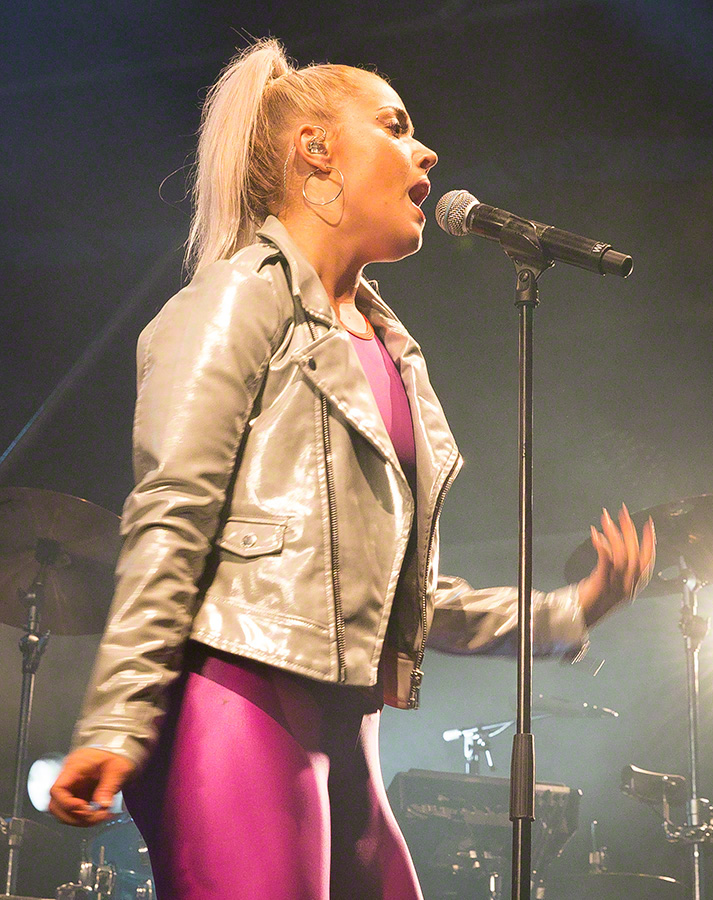
Julie Bergan beim Stavernfestivalen 2016

Julie Bergan (* 12. April 1994 in Skien) ist eine norwegische Sängerin und Songwriterin.

## Leben
Bergan wurde als Kind zweier Musiklehrer, Monica und Per Helge Bergan, in Skien geboren. Sie hat eine Schwester.

## Karriere
Im Jahr 2012 kam sie mit dem Song Supernova in die norwegischen Charts. Es handelt sich dabei um eine Zusammenarbeit mit dem norwegischen Hip-Hop Duo Cir.Cuz, die Bergan entdeckten, nachdem sie mehrere Videos von sich auf YouTube hochgeladen hatte. Mit dem Lied Give a Little Something Back, den sie mit Ben Adams und Sara Skjoldnes geschrieben hatte, nahm sie als jüngster Teilnehmer am Melodi Grand Prix 2013, der nationalen Vorentscheidung für den Eurovision Song Contest 2013, teil, ohne allerdings das Halbfinale in Steinkjer zu erreichen. Im September 2013 unterzeichnete sie einen Vertrag mit Warner Music Norwegen. Anfang 2014 veröffentlichte sie ihre erste Single Younger. Nach der Veröffentlichung ihrer Single Arigato im Jahr 2016 wurde sie außerhalb ihres Heimatlandes bekannt. Das Lied erreichte den ersten Platz in den norwegischen und den fünften Platz in den schwedischen Charts und bekam eine Spellemannprisen-Nominierung für „Lied des Jahres“. Am 12. Mai 2018 veröffentlichte K-391 und Alan Walker ihren Song Ignite, wozu Bergan und Seungri ihre Stimmen beitrugen. Später erschien sein Debütalbum Different World mit dem Song I Don't Wanna Go, in dem sie ebenfalls singt.
2018 veröffentlichte sie ihr Debütalbum Turn On the Lights. Später ging sie auf ihre It's-Lit-Tour. Am 19. Oktober 2018 wurde die Single U got me veröffentlicht und am 1. März 2019 veröffentlichte sie STFU. Am 15. März 2019 erschien I’ll Be Fine Somehow von Benjamin Ingrosso, das sie mitgeschrieben hatte, und im März moderierte sie die Spellemanprisen-Preisverleihung in Norwegen. Im Mai kam Don’t Give Up On Me Now zusammen mit R3hab und Outlaw heraus und im Sommer 2019 ging sie auf Hard Feelings-Tour, die sie durch Europa führte.
Am 3. Januar 2020 veröffentlichte sie zusammen mit SeeB die Single Kiss Somebody und im Juli 2020, mitten im Corona-Lockdown, veröffentlichte Bergan ihre neue Single Commando. Der Titel ist ihr Spitzname, den sie bei einem Urlaub in Sansibar von Einheimischen erhielt. Das Musikvideo zum Song wurde aus einzelnen Tanzvideos von Fans zusammengefügt. Im Juli kam ihre 2. Kollaboration mit SeeB mit dem Titel Don’t You Wanna Play, die dritte folgte 2022 mit Always Will, das Lied hatte unter anderem Mimi Webb geschrieben.
2020 veröffentlichte sie ihr zweites Album Hard Feelings von dem Teile schon zuvor in zwei EPs, Hard Feelings Ventricle 1 & 2 erschienen waren. Das Album ist nur digital erhältlich. Teil davon war die Single One Touch, die Bergan zusammen mit Dagny geschrieben hatte.
Im Sommer nahm sie an der norwegischen Haik Show teil, wo Künstler vorgestellt werden und anschließend ein Konzert geben. Im November 2021 wurde von David Guetta der Song Family veröffentlicht, der den Zusammenhalt der Musikindustrie in der Coronazeit zeigen sollte. Den Gesangsteil übernahmen verschiedene Sängerinnen aus der ganzen Welt und Julie Bergan sang die skandinavische Version.
Anfang des Jahres 2022 eröffnete sie zusammen mit Freunden das Fitnessstudio Crewtrening in Oslo, wo sie nun selbst trainiert und auch Kurse gibt. Beim Spellmannprisen 2022 machte sie ihre Beziehung mit Yunus Daar öffentlich. Die beiden kennen sich bereits länger.
Im Herbst wollte Alan Walker den Song Ritual zusammen mit Julie Bergan veröffentlichen, den sie auch mit geschrieben hatte, doch es kam zum Streit. Walker wollte keine Rechte an dem Song mit ihr teilen, so wurde der Song mit anderem Text und Sänger veröffentlicht. Im Musikvideo war sie noch länger zu sehen.
Am 17. März 2023 erschien mit Diamonds ihre erste neue Single nach fast zwei Jahren auf ihrem eigenen Label. Bergan hatte ihr eigenes Label Karate Records gegründet und sich von Warnermusic getrennt. Zu ihrem Geburtstag am 12. April wurde das Musikvideo zu Diamonds veröffentlicht.
Am 16. Juni 2023 trat sie erneut bei der jährlichen VG-Lista Topp 40 Live-Show auf dem Rathausplatz in Oslo auf und sang dort ihren drei Wochen zuvor erschienenen Song Waste A Tear. Die Tanzchoreografie stammt von Mona Berntsen, die zuvor schon unter anderem mit Justin Bieber und Alicia Keys zusammenarbeitete.
Im Herbst des Jahres erschienen die Singles Nobody Loves No One und Old Habits. Letztere ist sehr emotional, es geht um den Verlust eines geliebten Menschen, Julie schrieb den Song für eine Freundin, die ihren Bruder verloren hatte. Um den Jahreswechsel war sie in Norwegen auf Diamonds Tour.
Am 23. Februar 2024 veröffentlichte Bergan die Single Kiss Me Better. Diese ist, wie auch das Video, stark vom Eurodance der neunziger Jahre inspiriert. Für den Song bekam sie viel positiven Zuspruch, ist es doch nach den eher ruhigen letzten Singles wieder der für Bergan typische energiegeladene / elektronische Pop. In einer Mini-EP wurde zudem eine instrumentale, eine schnelle und eine langsame Version herausgebracht. Das Musikvideo wurde eines ihrer erfolgreichsten Videos auf Youtube.
Der Song Danser for mig selv der dänischen Sängerin Medina, den Bergan schon mit geschrieben hatte, wurde als Duett am 22. März erneut veröffentlicht.
Der zweite Song ihrer Eurodance-Ära, Eternity Tonight erschien am 24. Mai 2024. Die Melodie ist an den Song Rosa Helikopter von den Peaches angelehnt.
Ebenfalls im Sommer wurden die Songs En Som Du Hater mit Coucheron und Problembarn sowie ICONIC mit Raaban veröffentlicht. Im Herbst wurde Bergan als Teil der neuen Jury von Norsketalenter, einer norwegischen TV-Talentshow vorgestellt. Weiterhin übernahm sie einem Moderatorenjob bei Radio Topp40.

## Diskografie

### Alben
| Jahr | Titel              | Höchstplatzierung, Gesamtwochen, AuszeichnungChartsChartplatzierungen (Jahr, Titel, Platzierungen, Wochen, Auszeichnungen, Anmerkungen) | Anmerkungen |
| Jahr | Titel              | NO | Anmerkungen |
| ---- | ------------------ | --- | ----------- |
| 2018 | Turn On the Lights | NO5 ×2Doppelplatin · (7 Wo.)NO |             |
| 2020 | Hard Feelings      | — |             |

### EPs
- 2019: Hard Feelings: Ventricle 1 (NO: Platin)
- 2020: Hard Feelings: Ventricle 2
- 2024: Kiss Me Better

### Singles
| Jahr | Titel Album                   | Höchstplatzierung, Gesamtwochen, AuszeichnungChartplatzierungen (Jahr, Titel, Album, Platzierungen, Wochen, Auszeichnungen, Anmerkungen) | Höchstplatzierung, Gesamtwochen, AuszeichnungChartplatzierungen (Jahr, Titel, Album, Platzierungen, Wochen, Auszeichnungen, Anmerkungen) | Anmerkungen                                   |
| Jahr | Titel Album                   | NO | SE | Anmerkungen                                   |
| ---- | ----------------------------- | --- | --- | --------------------------------------------- |
| 2015 | All Hours –                   | NO6 ×2Doppelplatin · (17 Wo.)NO | — |                                               |
| 2016 | I Kinda Like It –             | NO35 Gold · (2 Wo.)NO | — |                                               |
| 2016 | Arigato Turn On the Lights    | NO1 ×3Dreifachplatin · (20 Wo.)NO | SE5 Platin · (23 Wo.)SE | Erstveröffentlichung: 10. Juni 2016           |
| 2017 | Blackout Turn On the Lights   | NO17 Gold · (5 Wo.)NO | — |                                               |
| 2017 | Incapable Turn On the Lights  | NO19 (12 Wo.)NO | — |                                               |
| 2018 | Guilt Trip Turn On the Lights | NO18 (9 Wo.)NO | — | Erstveröffentlichung: 26. Januar 2018         |
| 2018 | Turn On the Lights            | NO5 (7 Wo.)NO | — |                                               |
| 2018 | U Got Me –                    | NO20 Gold · (2 Wo.)NO | — |                                               |
| 2019 | STFU –                        | NO20 ×2Doppelplatin · (23 Wo.)NO | — |                                               |
| 2019 | I’ll Be Fine Somehow –        | — | SE22 (5 Wo.)SE | mit Benjamin Ingrosso                         |
| 2019 | Crazy Enough –                | NO35 Gold · (2 Wo.)NO | — |                                               |
| 2020 | Kiss Somebody –               | NO12 Platin · (7 Wo.)NO | — | Erstveröffentlichung: 3. Januar 2020 mit SeeB |
| 2020 | One Touch –                   | NO39 (1 Wo.)NO | — |                                               |
| 2021 | Second Hand Love –            | NO32 (3 Wo.)NO | — |                                               |

Weitere Singles
- 2013: Give a Little Something Back
- 2013: Undressed (mit Astrid S) (NO: Platin)
- 2014: Younger (NO: Gold)
- 2014: Fire
- 2014: Rude
- 2016: Attitudeproblem (P3 Remix) (mit Bendik, Christine, Izabell, Silvana Imam & Stella Mwangi) (NO: Gold)
- 2017: If You Love Me (feat. Tunji Ige)
- 2019: Don’t Give Up on Me (mit R3HAB)
- 2019: Outlaw
- 2023: Nobody Loves No One
- 2023: Old Habits
- 2023: Diamonds
- 2023: Waste a Tear
- 2024: Kiss Me Better

Gastbeiträge

| Jahr | Titel Album | Höchstplatzierung, Gesamtwochen, AuszeichnungChartplatzierungen (Jahr, Titel, Album, Platzierungen, Wochen, Auszeichnungen, Anmerkungen) | Höchstplatzierung, Gesamtwochen, AuszeichnungChartplatzierungen (Jahr, Titel, Album, Platzierungen, Wochen, Auszeichnungen, Anmerkungen) | Anmerkungen                                                                        |
| Jahr | Titel Album | NO | SE | Anmerkungen                                                                        |
| ---- | ----------- | --- | --- | ---------------------------------------------------------------------------------- |
| 2012 | Supernova – | NO5 ×3Platin + Dreifachplatin (Streaming) · (16 Wo.)NO                                                                                   | — | Cir.Cuz feat. Julie Bergan                                                         |
| 2018 | Ignite –    | NO1 ×4Vierfachplatin · (28 Wo.)NO | SE13 (28 Wo.)SE | Erstveröffentlichung: 11. Mai 2018 K-391 feat. Alan Walker, Julie Bergan & Seungri |

Weitere Gastbeiträge
- 2017: Can’t Help Myself (Clairmont feat. Mugisho & Julie Bergan)
- 2018: I Don’t Wanna Go (Alan Walker gesungen von Julie Bergan)
- 2021: Flexy Lizzy Wang feat. Julie Bergan